# Estadio Ramón Hernández
Estadio Ramón Hernández (znany także jako Estadio 12 de Febrero) – wielofunkcyjny stadion położony w Wenezueli, w miejscowości El Vigía. Głównie wykorzystywany do meczów piłki nożnej. Aktualna siedziba klubu Atlético El Vigía Fútbol Club. Obiekt może pomieścić 12 765 widzów.